# Monk (cràter)
Monk és un cràter d'impacte en el planeta Mercuri de 12 km de diàmetre. Porta el nom del músic i compositor de jazz estatunidenc Thelonious Monk (1917-1982), i el seu nom va ser aprovat per la Unió Astronòmica Internacional el 2013.